# Mug (phim)

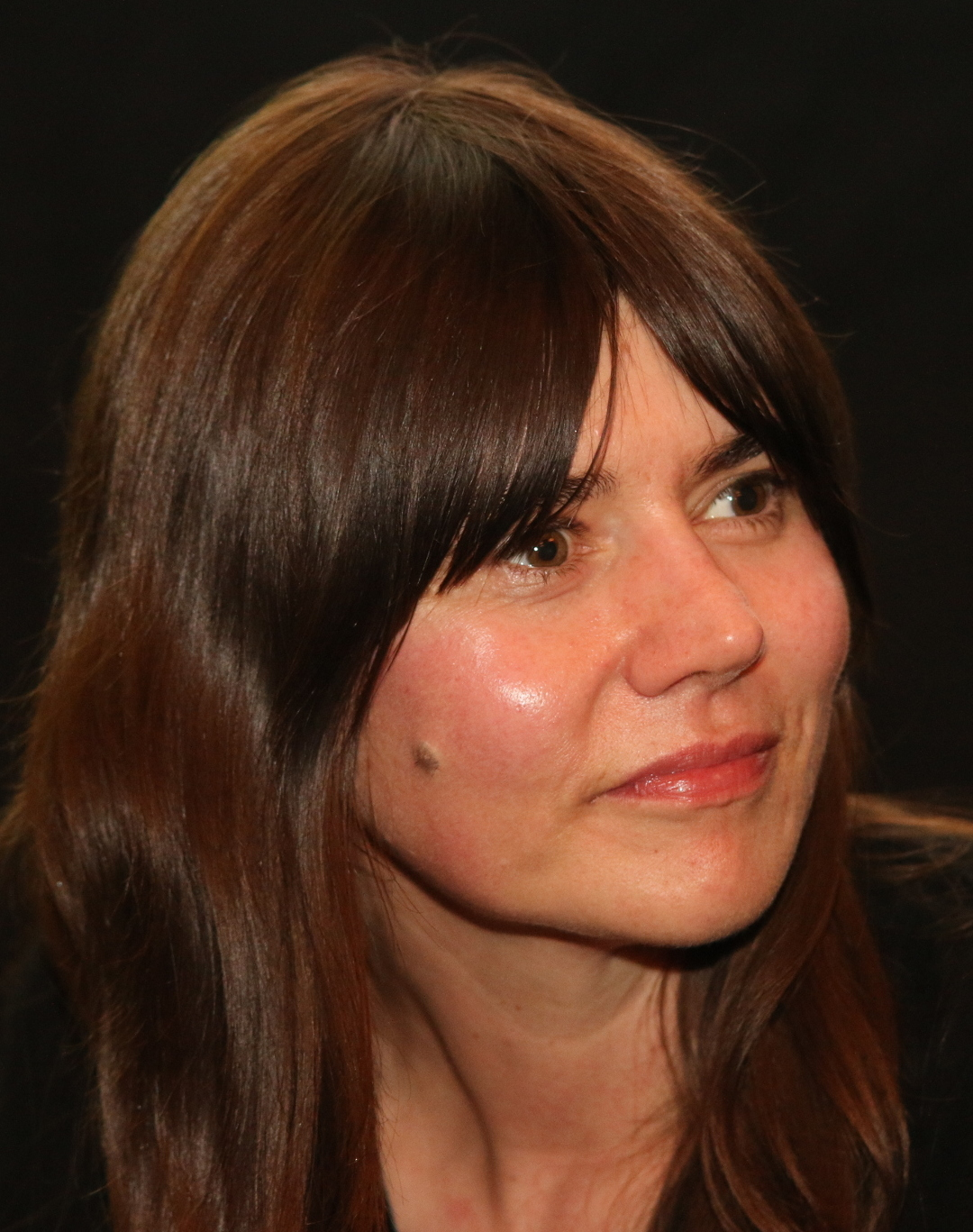
Đạo diễn Małgorzata Szumowska (2014)

Mug (tiếng Ba Lan: Twarz, n.đ. 'Face') là một phim chính kịch của Ba Lan, được công chiếu vào năm 2018. Đây là một phim của đạo diễn Małgorzata Szumowska. Bộ phim này đã được chọn để tranh giải Gấu Vàng trong hạng mục tranh giải chính tại Liên hoan phim quốc tế Berlin lần thứ 68. Phim đã được trao Giải thưởng lớn của Ban Giám khảo tại liên hoan phim này.

## Tóm tắt
Kể từ ngày 6 tháng 11 năm 2010, bức tượng Chúa Kitô cao nhất thế giới (cao 36 mét không tính phần đế) đã được dựng lên tại Świebodzin, miền tây Ba Lan. Năm 2013, một người đàn ông 33 tuổi, là nạn nhân của một tai nạn lao động, đã phải trải qua ca cấy ghép mặt đầu tiên từng được thực hiện ở Ba Lan. Đạo diễn đưa cả hai kỷ lục quốc gia này của đồng bào mình vào bộ phim.

## Diễn viên
- Mateusz Kościukiewicz
- Agnieszka Podsiadlik
- Malgorzata Gorol
- Roman Gancarczyk

## Đón nhận

### Phòng vé
Mug đã thu về $0 ở Hoa Kỳ và Canada, thu được $1 triệu ở các quốc gia khác.

### Phản hồi từ giới phê bình
Trên trang web tổng hợp các bài phê bình phim Rotten Tomatoes, bộ phim này có tỷ lệ ủng hộ là 68%, dựa trên 13 bài phê bình, với điểm đánh giá trung bình là 6,5/10. Metacritic báo cáo điểm chuẩn hóa là 70/100, dựa trên 4 nhà phê bình. Điều này cho thấy "các bài phê bình thường thiện chí".